# Ole Gammelgaard
Ole Gammelgaard Nielsen (født 20. november 1965 i Silkeborg) er en dansk tidligere bueskytte, som deltog under Sommer-OL 1988, og Sommer-OL 1992. Han deltog for Danmark og var medlem af Holstebro Bueskytteforening.
I dag, arbejder han som lærer på Storåskolens Måbjerg-afdeling, i Holstebro. Derudover, er han udtaget som træner for det kvindelige danske landshold i bueskydning som har kvalificeret sig til Sommer-OL 2012 . Han var kandidat til at vinde B.T.'s Coachers Pris, i 2003. I 2004 var han af Team Danmark nomineret til titlen som årets træner.